# Ukrajinská autokefální pravoslavná církev

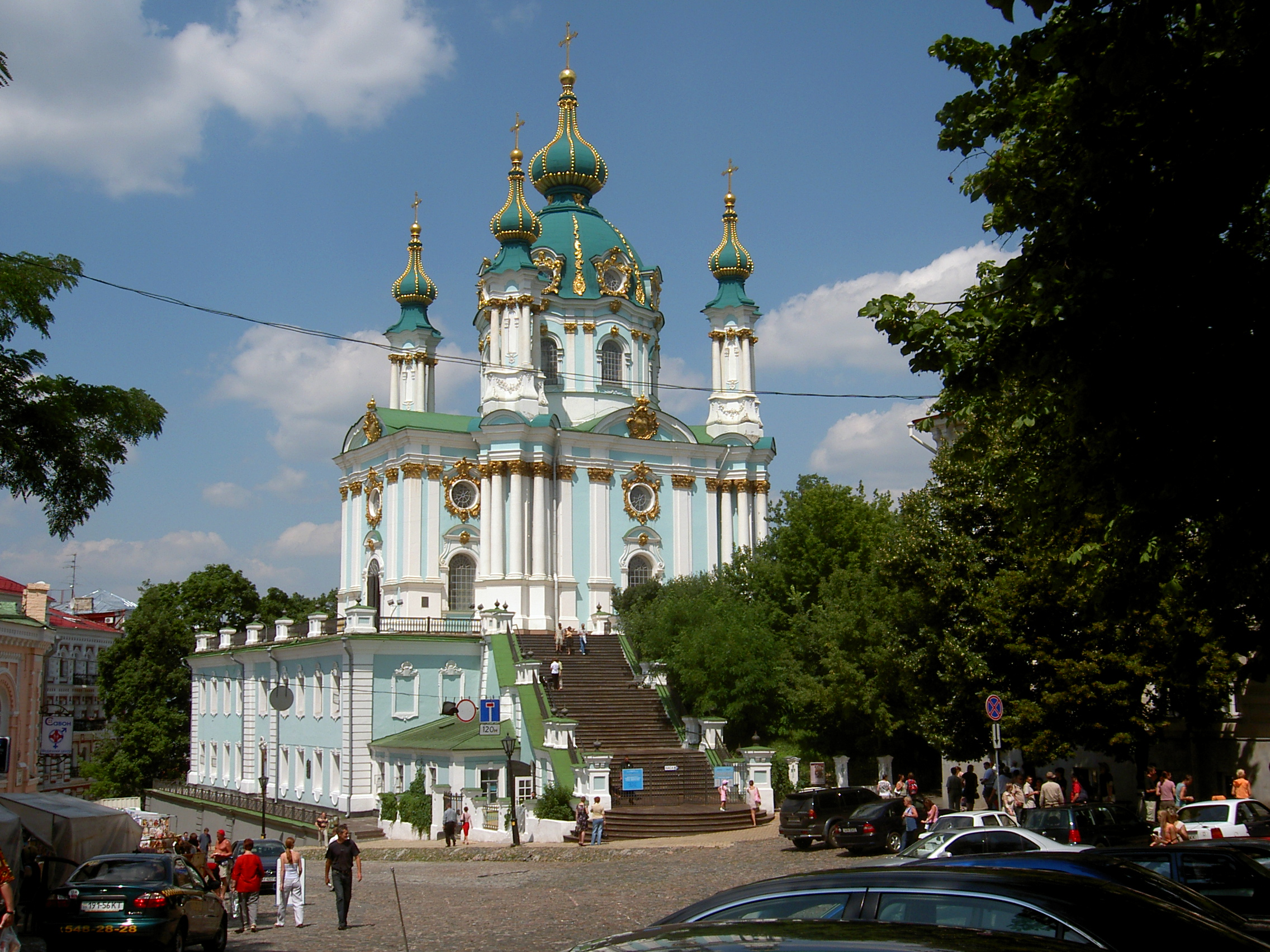
Katedrála svatého Ondřeje, Kyjev

Ukrajinská autokefální pravoslavná církev (ukrajinsky Українська автокефальна православна церква, zkratka UAPC) byla pravoslavná církev na Ukrajině a jedna z nejrozšířenějších církví v této zemi.

## Historie
Jej kořeny sahají do roku 1921. Zanikla 15. prosince 2018 sjednocujícím sněmem, z něhož vzešla sloučená Pravoslavná církev Ukrajiny.